# Пятихатки (Запорожская область)
Пятихатки (укр. П'ятихатки) — село в Степногорской поселковой общине Васильевского района Запорожской области Украины.

## Общие сведения
Население по переписи 2001 года составляло 301 человек. Почтовый индекс — 71621. Телефонный код — 06175.

## Географическое положение
Село Пятихатки находится на левом берегу реки Янчекрак, на расстоянии в 54 км от областного центра и на расстоянии в 16 км от райцентра.
Через село проходит автомобильная дорога Т-0812.

## История
Село основано в 1890 году.
12 июня 2020 года Пятихатский сельский совет, в ходе децентрализации, объединен со Степногорской поселковой общиной .
С начала российского вторжения на Украину, с февраля 2022 года, село находилось под российской оккупацией. Село находилось фактически на линии фронта. 18 июня 2023 года, в ходе украинского контрнаступления, село силами 128-й ОГШБр и 2 ОСБ ВСУ было освобождено от российских войск.
В результате боёв за село и обстрелов села разными вооружениями большинство зданий разрушены, а несколько жителей села эвакуированы. Скорей всего, в селе мирных жителей не осталось. 